# Floyd Britton
Floyd Wendell Britton Morrison (Colón, provincia de Colón, 21 de abril de 1937-isla de Coiba, provincia de Veraguas, 29 de noviembre de 1969) fue un dirigente estudiantil, líder revolucionario y político socialista panameño. Murió debido a las torturas a las que fue sometido como prisionero político, por su resistencia al golpe de Estado militar de 1968.
Floyd Britton fue un dirigente estudiantil conocido por haber organizado a finales de la década de 1950 la Federación de Estudiantes de Panamá; por haber combatido en la Universidad de Panamá a los grupos reaccionarios y reformistas; por haber participado activamente en las jornadas para recobrar la soberanía de Panamá sobre la Zona del Canal; por haber revelado ante el mundo el anteproyecto de los Tratados Robles-Johnson el cual pretendía legalizar la presencia de bases militares estadounidenses en territorio panameño; por haber sido herido en las playas de Santa Clara cuando intentó participar en 1959 en un intento por derrocar al Gobierno del presidente Ernesto de la Guardia Jr.; por haber fundado el Movimiento de Unidad Revolucionaria (MUR), organización marxista-leninista cuyo propósito era derrocar al sistema político imperante en esa época e instaurar un sistema socialista.

## Biografía

### Primeros años
Floyd W. Britton Morrison nació en la ciudad de Colón, el 21 de abril de 1937. De extracción humilde, fueron sus padres la ciudadana nicaragüense Nelly Morrison y Leland Britton, oriundo de la Isla de Providencia, en Colombia, quien asiduamente realizaba viajes a Panamá en una embarcación de su propiedad. Realizó parte de sus estudios primarios y de primer ciclo en Colombia, a donde se trasladó la familia. De regreso a Panamá trabajó en la Panadería SAS, completó sus estudios de primer ciclo en la Escuela de Artes y Oficios, y los de segundo ciclo en el Instituto Nacional de Panamá, en el cual tuvo confrontaciones –como miembro fundador del grupo Sebastián Tapia–, con el rector Carlos Manuel Gallegos, quien, finalmente, sufrió expulsión de su cargo. Por esos días publicó, junto con Eduardo Santos Blanco, el periódico estudiantil El Aguilucho, y organizó la Asociación Federada del Instituto Nacional (AFIN). 

### Dirigente estudiantil
Para 1957, se involucra en la reorganización de la Federación de Estudiantes Panameños (FEP) que había sido desbandada por José Antonio Remón Cantera, Presidente de la República por la Coalición Patriótica entre 1952 y 1955, y comandante en jefe de la Policía Nacional en años anteriores y en ese caminar coincide, entre otros, con Poliodoro Pinzón y Narciso Cubas Pérez quienes estudiaban en el Instituto Mecánico de Divisa. Es elegido presidente del Congreso de la FEP celebrado ese mismo año. Se graduó en febrero de 1958 y luego ingresa a la Universidad de Panamá para estudiar Filosofía e Historia. Sus ideas lo dirigían a protestar no solamente contra las injusticias estudiantiles, sino contra las sociales y las políticas. Entonces, vivía en el populoso barrio de Río Abajo.
Floyd Britton mantuvo una activa participación en la lucha estudiantil para mejorar el estado de los colegios del país, la cual se desarrolló del 16 al 25 de mayo de 1958, donde perdieron la vida José Manuel Araúz, Manuel De Gracia, Héctor Gómez, Alberto Jiménez, Miguel Batista, Eduardo Girón, Belarmina De León, Osmand Campbell y Lucio Paz. Britton fue Secretario de Defensa y Acción del Comité de Huelga para esa época. Participó en la huelga estudiantil de octubre del mismo año, cuando la Universidad de Panamá fue intervenida por la Guardia Nacional, y la presión estudiantil y popular condujo a la firma del llamado Pacto de la Colina.
Posteriormente participa con Ramón Pereira y el hoy historiador Álvaro Menéndez Franco en una cruzada el 18 de febrero de 1958 que desemboca en un Cabildo Abierto, que logra la expulsión de los concejales del Municipio de Panamá, acusados de corruptos por malversación de los fondos municipales. De esa jornada cívica surgió el Movimiento de Acción Revolucionaria (MAR), que desarrolla mítines en el parque de Santa Ana, para denunciar los problemas socioeconómicos de los panameños y la dominación estadounidense. De esta organización, Britton fue miembro fundador, y en el que participaron también Oscar Navarro, Pablo Campos Labrador, César Jaramillo, Álvaro Menéndez Franco, Jaime Padilla Belez, Eduardo Santos Blanco, Samuel Gutiérrez y Guillermo Márquez Briceño, entre otros.

### Levantamiento de Cerro Tute
Inspirados en el movimiento revolucionario cubano, una célula del MAR organiza el 3 de abril de 1959 el levantamiento de Cerro Tute, el cual fue reprimido por un contingente comandado por Omar Torrijos y donde mueren Eduardo Santos Blanco, Rodrigo Alonso Pinzón Castrellón, Domingo Patrocinio García y José Rogelio Girón.
Otros integrantes del levantamiento fueron Aurelio Alí Bonilla, Rosemberg Valero, Andrés Castillo, Heliodoro Portugal, Rodolfo Murgas, Augusto Fábrega, Álvaro Pinzón, Isaías Chan González, Virgilio García, Augusto Cortez, Rubén Urrieta, Jaime Padilla, Samuel Gutiérrez, Álvaro Menéndez Franco y Polidoro Pinzón. Floyd no participó en esa acción, donde resultó herido Omar Torrijos por disparos de perdigones.
Al producirse el levantamiento, Floyd Britton participó en el desembarco de Santa Clara, dirigido por Roberto Tito Arias y Rubén Miró. En ese desembarco, procedente de Cuba, venían elementos de la revolución cubana, panameños e infiltrados de la Agencia Central de Inteligencia norteamericana (CIA). En el enfrentamiento con la Guardia Nacional, murió un joven cubano residente en Panamá de apellido José Baquero, Floyd Britton fue herido de bala en un hombro y fue atendido clandestinamente por el Dr. Puertas, en una clínica ubicada frente al antiguo teatro Edison.

### Vinculación con el Partido del Pueblo
El fracaso de esos movimientos lleva a Britton a exiliarse en Guatemala. Después de dos meses de exilio, regresa a Panamá dada la «apertura» que el gobierno estaba desarrollando para volver al país a su normalidad. En el aeropuerto es arrestado –no sin antes– ofrecer resistencia a los miembros de la Guardia Nacional-, a cuyo mando estaba, el entonces capitán Omar Torrijos Herrera a quien reta a despojarse el uniforme y enfrentársele personalmente como hombre. Britton participó en las siembras de banderas del 3, el 4 y el 28 de noviembre de 1959. 
En 1960 rechaza públicamente una postulación a concejal ofrecida por el partido Movimiento de Liberación Nacional, por no creer en la vía electoral como el camino más idóneo para llevar adelante la verdadera revolución. Ese mismo año ingresó al Partido del Pueblo, y comenzó a activarse dentro de la Universidad de Panamá. Como consecuencia de ello, en 1961, en una Asamblea en el Paraninfo universitario, y después de un enfrentamiento con elementos de ideología conservadora, fue suspendido de la Universidad. Los cuerpos represivos lo persiguieron, obligándolo a permanecer en la clandestinidad por más de un año. El Partido del Pueblo aprovechó esa coyuntura para mantenerlo en la oscuridad, ya que consideraba que sus posiciones –para ellos radicales– eran peligrosas. Finalmente, Floyd Britton acusa a sus dirigentes de reformistas y oportunistas, y de no guardar una actitud consecuente con las posturas socialistas y marxistas-leninistas que él abrazaba y defendía.

### Los hechos del 9 de enero de 1964
Tras abandonar el Partido del Pueblo junto a jóvenes de Vanguardia de Acción Nacional funda en 1964 la Unión Revolucionaria Panameña (URP), que tiene poca duración, porque se producen fisuras debido a la disputa chino-soviética.
El 9 de enero de 1964, cuando los zoneítas agredieron a los estudiantes y en general al pueblo panameño por el simple hecho de intentar reafirmar con siembra de banderas la soberanía de Panamá sobre el territorio de la Zona del Canal, cuando el pueblo panameño se enfrentó a la policía y al ejército norteamericano, con el saldo de más veinte muertos y varios centenares de heridos, la presencia de Floyd se hizo sentir en las movilizaciones, organizando y dirigiendo brigadas de protesta e informando a la población mediante volantes las consecuencias de la infame agresión. Floyd Britton fue uno de los combatientes más destacados en los enfrentamientos de estudiantes panameños contra las tropas estadounidenses, destaca el escrito: «Destruyeron el cuerpo de Floyd Britton, pero no su bandera», preparado por Jorge Turner Morales para la revista cubana Verde Olivo. Posteriormente, participó activamente en los 2 Congresos de Soberanía que se realizaron en la Universidad de Panamá.
La tragedia del 9 de enero de 1964 había proyectado la lucha nacionalista del pueblo panameño a nivel mundial y elevado el nivel de conciencia de estudiantes, docentes, obreros y otros sectores populares. Las condiciones sociales y políticas favorecían la preparación de una vanguardia revolucionaria capaz de conducir al pueblo en una lucha frontal contra la burguesía con miras a la toma del poder político del pueblo. 
En ese entorno, Floyd resiente el papel oportunista y reformista de un sector de la izquierda revolucionaria, el Partido del Pueblo, que niegan la opción de la lucha armada, y libra una batalla ideológico-política contra el reformismo y el oportunismo en el seno de la izquierda panameña. Mientras la izquierda oportunista sigue el programa revisionista de coexistencia pacífica dictado por los líderes del Partido Comunista de la Unión Soviética, Floyd orienta sus energías a la tarea de estructurar y fortalecer los cuadros directivos del Movimiento de Unidad Revolucionaria (MUR).
A diferencia de la estrategia reformista del Partido del Pueblo, Floyd cuestiona el papel revolucionario de una fracción de la burguesía y se opone a participar en los torneos electorales organizados y controlados por la burguesía.

### Los tratados Robles–Johnson
El 4 de julio de 1964 dirige en la plaza 5 de Mayo –con oposición de la derecha y de los pueblistas– la primera manifestación de protesta por el viraje que venía dando el gobierno de Roberto F. Chiari al imperialismo, al bajar la presión de las masas en la calle. Es arrestado en esta ocasión y puesto en libertad después de una huelga de hambre. En las asambleas universitarias, en volantes y discusiones„ desenmascara a los reformistas y oportunistas a la vez que combate a los derechistas en la Universidad de Panamá. 
Uno de los más significativos aportes que hizo Floyd Britton al pueblo panameño fue el haber divulgado los borradores de los anteproyectos de tratados Robles–Johnson, los cuales el gobierno del presidente Marco A. Robles había mantenido en secreto. 
En un encuentro de líderes revolucionarios de América Latina, realizado en La Habana, Cuba, dentro de la Conferencia de la Organización Latinoamericana de Solidaridad (O.L.A.S), dio a conocer al mundo el contenido de los anteproyectos 3 en 1, Robles-Johnson, los cuales contemplaban la legalización de las bases militares que operaban ilegalmente dentro de la Zona del Canal y la instauración de nuevas instalaciones a lo largo y ancho del país. Dicho anteproyecto también contemplaba la construcción de un nuevo canal y facultades a favor de los Estados Unidos para poder efectuar intervención armada en Panamá cada vez que dicho país o considerara conveniente.
Los tratados 3 en 1 no eliminaba el status colonial de la Zona del Canal en tanto permitía que esta continuara operando como en Estado dentro de otro con diversos tipos de actividades económicas, políticas y culturales bajo el control efectivo de los Estados Unidos.
La revelación en agosto de 1967 de los temas contenidos en los Tratados 3 en 1 provocó una gran movilización de diversos sectores del pueblo que culminó con su rechazo por parte de la Asamblea Nacional.
Dirigió la manifestación, saboteada por miembros del Partido del Pueblo, para exigir que el informe del negociador Jorge Illueca a la Asamblea Nacional, al renunciar a su cargo, se hiciera público.
El rechazo de los anteproyectos de tratados 3 en 1 había echado por tierra algunos de los planes del imperialismo yanqui y se señalaba como una de las causas la revelación que de dicho documento había hecho Floyd Britton. Esto implicaba que para cualquier futura negociación de un tratado Canalero, la influencia de Floyd Britton en los gremios y organizaciones revolucionarias podía hacer imposible la imposición de unos tratados que lesionaran la soberanía de Panamá. Por esta y otras razones, los norteamericanos requerían de la existencia de un régimen dictatorial que pudiera mantener al margen a los líderes opositores a los tratados entreguistas, capaz de asumir el compromiso de hacer callar por medio de la violencia a los defensores de los derechos humanos y libertades, así como a los principales líderes de los sectores obreros, campesinos, profesionales y estudiantiles. En otro sentido solo a través de un gobierno dictatorial se podía garantizar el negar toda posibilidad de debate nacional y asegurar la firma de un tratado favorable a los Estados Unidos.
Para los Estados Unidos, la gran crisis política por la que atravesaba la burguesía panameña, que se reflejaba en una pugna por el poder que se había polarizado en dos bandos, había creado condiciones favorables para que pudieran surgir en el país alzamientos armados con ciertas probabilidades de éxito. Las organizaciones políticas de izquierda Movimiento de Unidad Revolucionaria (MUR) y Vanguardia de Acción Nacional (VAN) fueron contemplados por los norteamericanos como las probables organizaciones políticas que podían obstaculizar la toma del poder por parte de los militares.
Y como Floyd Britton tenía la talla política e ideológica para dirigir a la población en caso de confrontaciones militares, representaba una amenaza para los planes dictatoriales de los alumnos golpistas, había que provocar su encarcelamiento para intimidar a sus seguidores. Por ello, para la historia real no resulta extraño que en la lista de personas señaladas para ser arrestadas y torturadas al iniciarse el golpe militar del 11 de octubre de 1968 aparezca su nombre en los primeros lugares. 
Los aparatos de inteligencia norteamericanos y los castrenses del gobierno panameño, procedieron a mantener una estrecha vigilancia sobre la ubicación y actividades de Floyd.
Viajó varias veces a la República Popular China, y en 1967 fue nombrado miembro de la Guardia Roja de Pekín.

### Golpe de Estado del 11 de octubre de 1968
Cuando el Mayor Boris Martínez y el Teniente Coronel Omar Torrijos Herrera concretaron el golpe militar que destronó de la silla presidencial al Dr. Arnulfo Arias Madrid, ya tenían perfectamente bien identificados a los líderes de los gremios profesionales y de las organizaciones de izquierda sobre los que se ejercería una implacable represión. Adoctrinados en la Escuela de las Américas, imitando las acciones de los gorilas de Brasil y Argentina y cumpliendo con las sugerencias de la Central de Inteligencia Americana (CIA), procedieron a perseguir, apresar y a torturar a los dirigentes que podían oponerse al nuevo régimen militar.
Cuando se produce el golpe militar del 11 de octubre de 1968, Floyd se considera ajeno a los grupos en pugna: arnulfistas y la Guardia Nacional, por lo que no creía que se le arrestara, pero a las 7:00 a. m. del día siguiente fue detenido por la seguridad del Estado y un corregidor de apellido De La Guardia lo condenó a 90 días de arresto. Sin que aún se hubiera dictado un decreto que suspendiera los derechos y garantías individuales, fue trasladado a los calabozos de la Cárcel Modelo. En los meses posteriores a su arresto, Floyd contempló cómo diariamente ingresaban a dicha cárcel partidarios del Dr. Arnulfo Arias, del Partido del Pueblo, militantes y simpatizantes del MUR y del VAN, así como también intelectuales de izquierda y dirigentes laborales.
Cuando su familia pensaba que sería liberado, el 2 de noviembre se le envió a la isla penal de Coiba junto a Álvaro Menéndez Franco, Moisés y Rolando Carrasquilla y Narciso Cubas Caballero.

### Muerte
Después de permanecer un año en la Cárcel Modelo, fue enviado a la isla penal de Coiba, campo en el que los militares podían mantener más ocultos las sesiones de torturas extremas contra los detenidos políticos. La bienvenida que le dieron a Britton a su llegada a la isla fue una «lluvia de palos» y permanecer descalzo sobre planchas de hierro caliente. Posteriormente, como se resistía a trabajar en los campos agrícolas lo amarraron a una lancha y lo arrastraron por varios minutos.
Federico Britron denunció que su hermano y los otros presos fueron torturados y apaleados. Floyd fue amarrado y arrastrado por un caballo, al punto que sufrió un desprendimeinto de riñones y orinaba sangre.
A Floyd lo sacaban de su celda a medianoche y en la madrugada en la espesura del monte lo golpeaban con garrotillos. Cuando lo regresaban a su celda, lo mantenían despierto insultándolo mientras le tiraban cubos de agua fría cada determinado tiempo. Estos maltratos físicos son solo algunas de las múltiples martirios que experimentó Floyd Britton antes de ir al encuentro con la muerte.
Moisés Carrasquilla recordó que fueron confinados en una berlina a orillas del mar, donde en el día hacía un calor infernal y en las noches un frío que congelaba. Los militares los despertaban varias veces en la madrugada disparándole agua con una manguera.
Los encargados del penal alegaron que habían recibido órdenes de dispensarle un «trato especial» a Britton. Según Federico Britton, Torrijos años más tarde alegó que los subalternos «malinterpretaron esa expresión». [cita requerida]
Floyd Britton Morrison murió el 29 de noviembre de 1969. Un informe del Dr. Velarde González señala un infarto al miocardio como la causa de la muerte, pero Jorge Turner denunció que había sido asesinado y, si acaso sufrió un paro cardíaco, había sido a consecuencia de los choques eléctricos a los que lo sometieron sus torturadores. Floyd, un hombre de contextura fuerte, de la noche a la mañana se convierte en cardíaco.
El paradero de los restos de Floyd Britton, sigue siendo un misterio.

## Legado
Después del asesinato de Floyd, la organización que había fundado, el Movimiento de Unidad Revolucionaria (MUR), cambia su nombre al de Movimiento de Liberación Nacional 29 de Noviembre (MLN-29). Por su parte, la organización estudiantil Frente Estudiantil Revolucionario (FER) también recogió el legado de su ideario de lucha y bautizó a su organización con el nombre de (FER-29) como un homenaje a uno de los más puros revolucionarios que han emergido de las luchas estudiantiles.
Floyd Britton inmortalizó una de sus frases en sus muchas luchas a través de su vida:

""En esta lucha no hay camino de regreso, solo queda marchar hacia adelante, HASTA EL TRIUNFO FINAL"".